# Wilhelm Freddie
Christian Frederik Wilhelm Carlsen (Kopenhagen, 7 februari 1909 - aldaar, 26 oktober 1995), artiestennaam Wilhelm Freddie, was een Deense kunstenaar die actief was als kunstschilder en beeldhouwer en daarnaast in kunstvormen als happenings, cinematografie, ballet en decoratieve kunst van bijvoorbeeld etalages. In 1931 volgde hij lessen in grafische vormgeving aan de Koninklijke Deense Kunstacademie, maar verder was hij grotendeels autodidact. Zijn surrealistische kunst werd in de jaren dertig als aanstootgevend en pornografisch beschouwd. In de tweede helft van de twintigste eeuw volgde erkenning van de artistieke kwaliteiten van zijn werk en werd hem alsnog een vooraanstaande positie in de Deense kunstwereld toegekend.

## Leven en werk
Wilhelm Freddie was in zijn vroege jaren op zoek naar een stijl. Hij begon in de jaren twintig met naturalistische schilderijen en stapte daarna over op abstracte kunst. Hij onderging invloed van het constructivisme en van Kurt Schwitters, maar vond pas echt zijn richting toen hij in 1929 het Franse kunsttijdschrift La Révolution surréaliste van Benjamin Péret en Pierre Naville onder ogen kreeg. Hij was zeer onder de indruk van Max Ernst, Giorgio de Chirico en vooral van Salvador Dalí, die in die jaren sterk de aandacht trok als opkomend surrealist. Freddies schilderij Frihed, lighed og broderskab (Vrijheid, gelijkheid en broederschap) betekende in 1930 het begin van het surrealisme in Denemarken. Zijn kunst werd een combinatie van realisme en surrealisme op basis van 'onmogelijke' combinaties van realistische details. Daarmee onderscheidde hij zich van andere Deense surrealistische kunstenaars als Ejler Bille en Vilhelm Bjerke Petersen, de voormannen van de kunstenaarsgroep Linien.
Freddies kunst gaf in het interbellum vaak aanstoot door het duidelijk erotische karakter, dat als provocatief werd opgevat. In 1936 werd zijn inzending voor de London International Surrealist Exhibition in de New Burlington Galleries in Londen door de Britse douane in beslag genomen. Vernietiging kon nog net worden voorkomen. Ook in eigen land werd hij bij de politie aangegeven als maker van "ontuchtige kunst". Het conservatieve dagblad Nationaltidende begon een campagne door hem als een seksmaniak af te schilderen. Kort na de opening van de aan hem gewijde tentoonstelling Sex surreal in Kopenhagen in 1937 werden acht kunstwerken - waaronder twee sculpturen en het meest omstreden object Sex-paralysappeal - in beslag genomen, die pas in 1963 weer werden vrijgegeven. Na een proces en een hoger beroep werd hij tot een boete veroordeeld wegens "pornografische excessen", maar hij betaalde niet en verbleef tien dagen in de cel. Voor een deel lokte hij de schandalen zelf uit als onderdeel van een rol die hij voor zichzelf creëerde. In Zweden werd zijn werk ongemoeid gelaten: in hetzelfde jaar 1937 nam Freddie ongestoord deel aan een tentoonstelling van surrealisten in Lund.
Gedurende de Duitse bezetting van Denemarken in 1940-1945 werd hij vervolgd door de Gestapo voor zijn tegen de nazi's gerichte schilderijen, zoals Psykofotografisk fænomen: Verdenskrigens Faldne (Psychofotografisch fenomeen : de gevallenen van de wereldoorlog), Sabotage, waarin hij een konterfeitsel van nazi-kopstuk Joachim von Ribbentrop had verwerkt, en Meditation over den antinazistiske kærlighed (Meditation on Anti-Nazi Love). Hij vluchtte naar Zweden en woonde van 1944 tot 1950 in Stockholm. Hij was zeer actief tijdens deze periode en exposeerde met groot succes in Stockholm in 1945 en in Malmö in 1951. Hij publiceerde in 1945 een bundel originele litho's in samenwerking met Gösta Adrian-Nilsson. Tot zijn belangrijkste schilderijen uit deze periode behoort Dagen D (D-Day).
In de jaren vijftig, toen hij weer in Denemarken woonde en werkte, keerde hij terug naar de abstracte kunst. Hij werd lid van het kunstenaarscollectief Spiralen (De Spiraal) met onder anderen Mogens Balle en Asger Jorn, dat van 1947 tot 1956 bestond en zich aansloot bij de Cobra-beweging. Aanvankelijk bleef de opinie van zijn landgenoten en de overheden veel afwijzender dan in Zweden, maar in de jaren zestig vond in Denemarken een omslag plaats in het denken over kunst en seksualiteit. Daardoor werd Wilhelm Freddie vrij abrupt als een groot Deens kunstenaar gezien en werd de artistieke waarde van zijn werk algemeen erkend. Hij ontving diverse onderscheidingen - waaronder de prestigieuze Thorvaldsen Medaille (1970) - en een hoogleraarschap aan de Koninklijke Deense Kunstacademie. Hij is opgenomen in de top-100 van belangrijkste 20e-eeuwers in Denemarken.

## Persoonlijk
Freddie trouwde drie keer, in 1932 met Emmy Ella Hirsch die al in 1934 overleed, in 1938 met Ingrid Lilian Elisa Bræmer van wie hij in 1953 scheidde, en in 1969 met Ellen Madsen. Hij stierf, inmiddels als gelauwerd kunstenaar, in 1995 op 86-jarige leeftijd.

## Musea en exposities
Toen hij tachtig jaar werd organiseerde het Statens Museum for Kunst (SMK) in Kopenhagen in 1989 de overzichtstentoonstelling Freddie, die daarna ook te zien was in Liljevalchs Konsthall in Stockholm. Na zijn dood kwam er, ter gelegenheid van zijn honderdste geboortejaar 2009, opnieuw een grote tentoonstelling in het Statens Museum en in het museum Kunsten in Aalborg. Werken van Wilhelm Freddie bevinden zich in de collecties van onder meer SMK, Kunsten Aalborg, Randers Kunstmuseum in Randers, het Nationalmuseum in Stockholm en Göteborgs konstmuseum. Andere musea die tentoonstellingen wijdden aan zijn werk zijn Arken in Ishøj, ARoS in Aarhus en Kunsthal Charlottenborg in Kopenhagen.

## Andere kunstvormen
Als 'totaalkunstenaar' beperkte Freddie zich niet tot de gangbare vormen van beeldende kunst, maar hij organiseerde ook happenings en richtte etalages van grote winkelpanden in, zoals in een herenmodezaak in Stockholm (onder de titel Surrealistische Interventie) en in 1947 in Magasin du Nord aan Kongens Nytorv in Kopenhagen. Hij was de choreograaf en decor- en kostuumontwerper van het ballet Kærlighedens Triumf (Triomf der liefde), dat in 1940 in Helsingør werd gedanst en in 2009 in het Statens Museum for Kunst werd gereconstrueerd. Hij maakte in 1949-1950 samen met regisseur Jørgen Roos twee korte experimentele films Det definitive afslag på anmodningen om et kys (De definitieve afwijzing van het verzoek om een kus) en Spiste Horisonter (Gegeten horizons).